# Ян Козіна
Ян Сладки́ Ко́зіна (чеськ. Jan Sladký Kozina; 10 вересня 1652, Домажліце — 26 листопада 1695, Пльзень) — легендарний чеський ватажок селянського повстання ходів наприкінці XVII століття.
Ян Козіна походив із середньо-поміщицької родини, його прізвище від народження — Росо́ха (Rosocha), за тодішньою традицією дане від назви дідівської садиби. Прізвища, за якими він відомий у історії, Ян одержав пізніше, так Козіною він став зватись, отримавши у 1678 році як посаг садибу жінчиних батьків Козінув ґрунт (чеськ. Kozinův grunt), а прізвисько Сладки́ (укр. Солодкий), за переказами, він отримав за красномовство.
Ян Сладки́, однак, вибрав не заможне поміщицьке життя, а долю бунтівника і заколотника. Будучи неписьменним, йому вдалося своїми полум'яними промовами здійняти ходське повстання проти засилля німецьких курфюрстів, до якого приєдналися також і чеські селяни. Заколот було жорстко придушено, а його ватажків схопили і скарали на горло. 26 листопада 1695 року в Пльзені стратили Яна Сладкого Козіну.
У 1918 році новостворений 10-й полк піхоти новоствореного 3-го дивізіону чехословацьких легіонів у Росії був названий «Полком Яна Сладке Козіною із Градека ». 

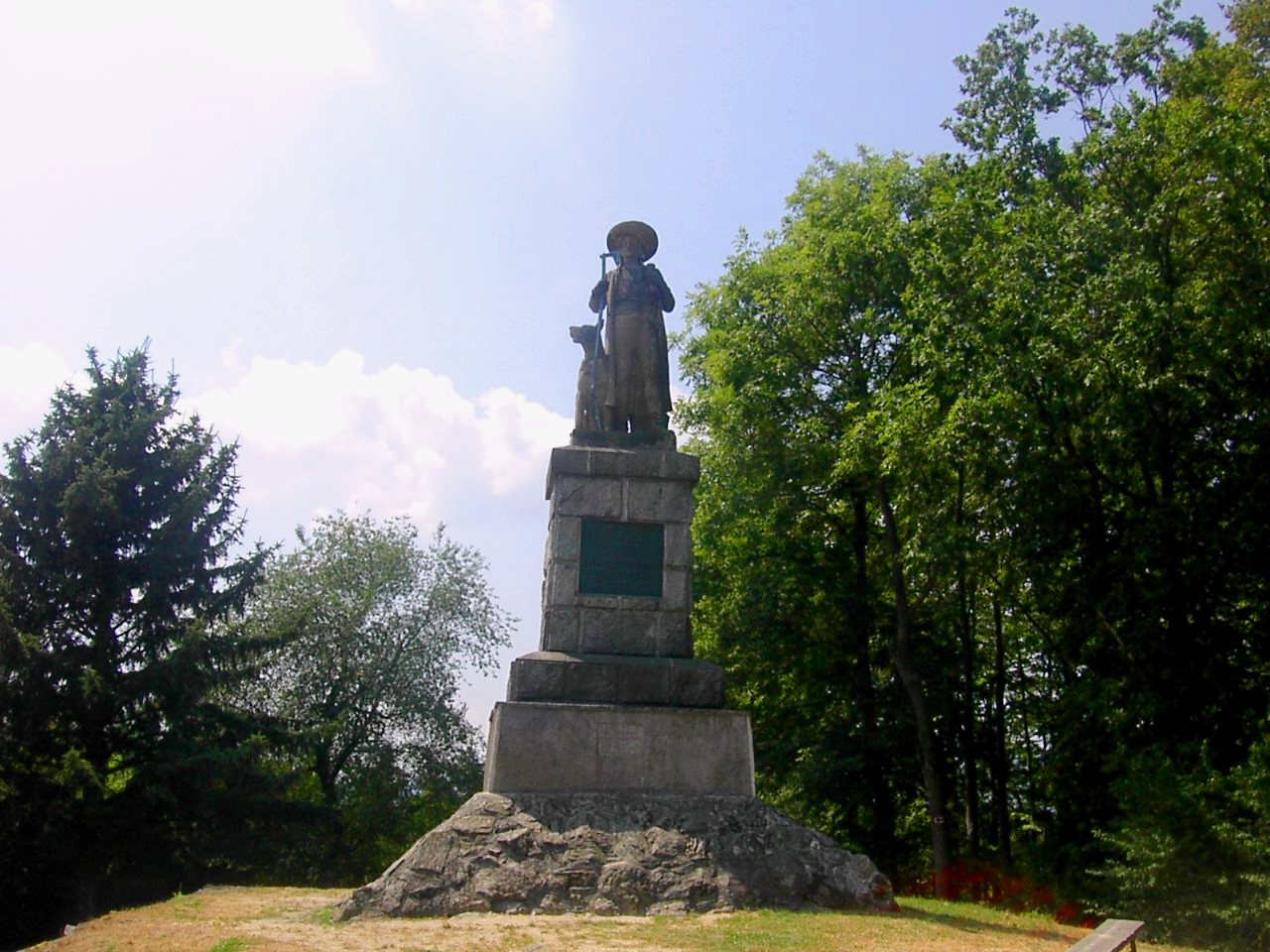
Пам'ятник Яну Козіні

Фігура Яна Сладкого Козіни є символом нескореності і боротьби за особисту свободу, са́ме таким борцем за народні права постає Ян Козіна у творах Алоїса Ірасека та Божени Нємцової.